# Chocz
Chocz (deutsch Chocz, 1943–1945 Petersried, älter auch Schoss) ist eine Stadt und Sitz der gleichnamigen Stadt-und-Land-Gemeinde in Polen. Die Stadt liegt im Powiat Pleszewski der Wojewodschaft Großpolen und hat seit 1. Januar 2015 wieder Stadtrechte.

## Gemeinde
Zur Stadt-und-Land-Gemeinde (gmina miejsko-wiejska) gehören neben der Stadt Chocz folgende 11 Ortsteile (deutsche Namen während der Besatzungszeit) mit einem Schulzenamt:
- Brudzewek (1943–1945 Heidekrug)[2]
- Chocz (1943–1945 Petersried)[2]
- Józefów
- Kwileń (1943–1945 Annenrode)[2]
- Kuźnia (1943–1945 Schmiedefeld)[2]
- Niniew  (1943–1945 Langenstein)[5]
- Nowa Kaźmierka
- Nowolipsk
- Nowy Olesiec
- Piła
- Stara Kaźmierka
- Stary Olesiec (1943–1945 Erlenhof)[2]

### Partnergemeinden
Wiefelstede in Niedersachsen ist seit 2003 eine Partnergemeinde von Chocz.
Die Gemeinde Bodenkirchen in Bayern ist seit dem 20. Oktober 2006 eine Partnergemeinde der Gemeinde Chocz.